# Basedowstraße 20 (Magdeburg)

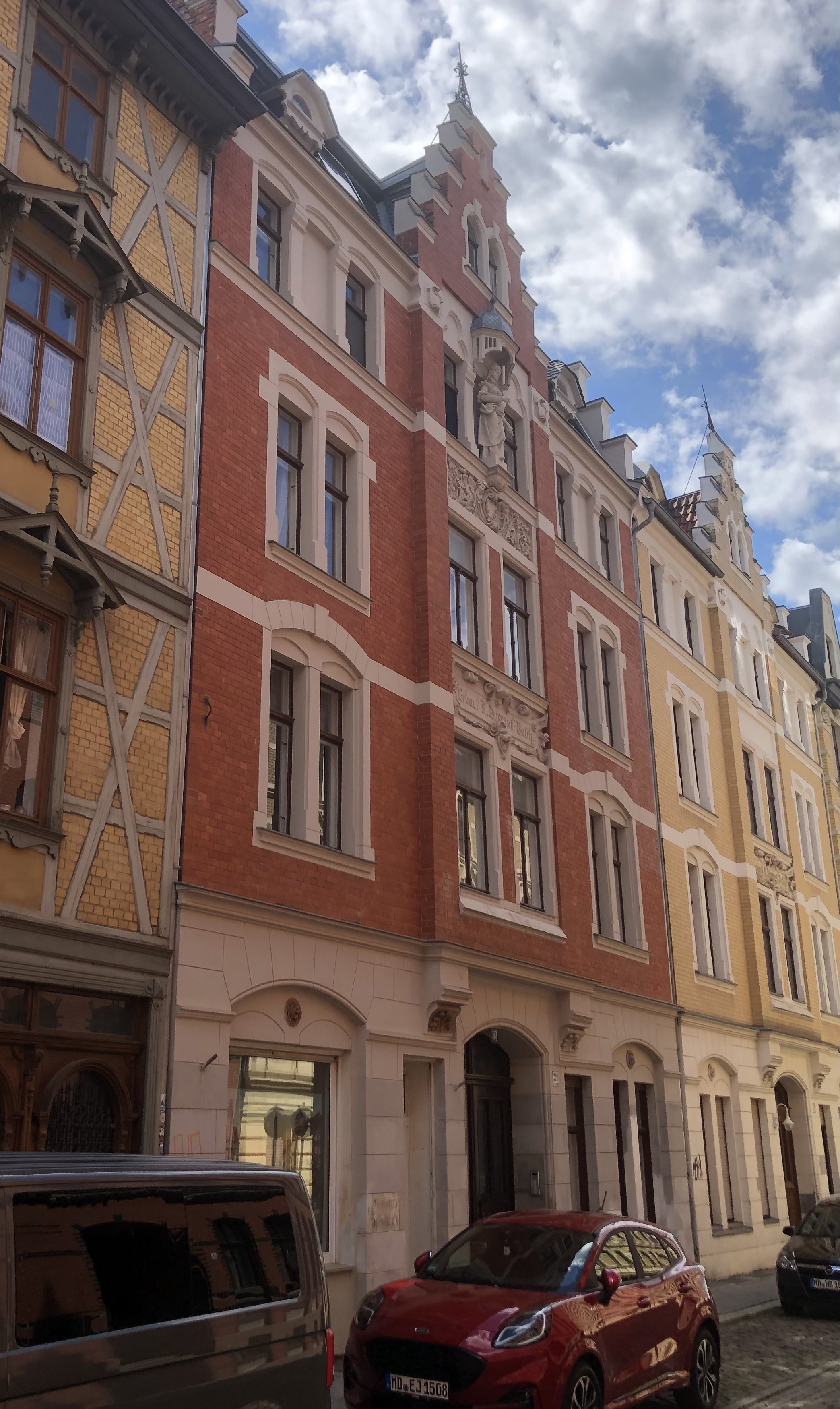
Basedowstraße 20 im Jahr 2021

Das Gebäude Basedowstraße 20 ist ein denkmalgeschütztes Wohnhaus in Magdeburg in Sachsen-Anhalt.

## Lage
Es befindet sich auf der Südseite der Basedowstraße im Magdeburger Stadtteil Buckau. Unmittelbar westlich grenzt das gleichfalls denkmalgeschützte Haus Basedowstraße 18, östlich die Basedowstraße 22 an. Zugleich gehört es zum Denkmalbereich Basedowstraße.

## Architektur und Geschichte
Das viergeschossige Gebäude entstand im Jahr 1892, Bauherr war F. Busch. Spiegelsymmetrisch zum Haus entstand der benachbarte gleichzeitig errichtete Bau Basedowstraße 18. Die sechsachsige Fassade ist im Stil des Eklektizismus gestaltet und weist sowohl Elemente der Neogotik als auch des Neobarocks auf. Die beiden mittleren Achsen des Ziegelbaus treten als flacher Mittelrisalit hervor. Bekrönt wird der Risalit durch einen Stufengiebel. Mittig am dritten Obergeschoss befindet sich unterhalb des Traufgesims eine Figurennische, in der unterhalb eines Baldachins die Statue einer Frauenfigur steht. Die Erdgeschossfassade ist mit Putzbändern versehen. 
Im örtlichen Denkmalverzeichnis ist das Wohnhaus unter der Erfassungsnummer 094 17776 als Baudenkmal verzeichnet.
Das Haus gilt als Teil des gründerzeitlichen Straßenzugs als städtebaulich bedeutsam.